# Жданова Наталія Анатоліївна
Ната́лія Анато́ліївна Жда́нова (нар. 31 березня 1978, Миколаївська область, СРСР) — українська футболістка, що виступала у лінії захисту. Відома насамперед завдяки виступам у складі чернігівської «Легенди», київської «Аліни» та жіночої збірної України. Після завершення активних виступів розпочала тренерську діяльність.

## Життєпис
Наталія Жданова народилася у Миколаївській області. З дитинства захоплювалася футболом, ганяючи м'яч з хлопчаками, однак про відвідування секції футболу могла лиш мріяти. Займалася стрибками на батуті та велоспортом. У 1989 році пройшла відбір до миколаївської СДЮШОР «Торпедо», де її тренером став Анатолій Онищенко. На той час у «Торпедо» було чотири групи дівчат, що займалися футболом — від 1976 до 1979 року народження. У складі миколаївської команди Жданова брала участь у фінальній частині Всесоюзного турніру з футболу в Москві, де виборола «бронзу» та звання найкращого півзахисника змагань. За три місяці Наталії прийшов виклик до жіночої збірної СРСР, однак через розпад Радянського Союзу зіграти у її складі Ждановій так і не вдалося.
Першою дорослою командою юної футболістки стала херсонська «Таврія», що виступала на той час у першій лізі чемпіонату України. Тричі на тиждень Наталія, не зважаючи на спротив батьків, їздила на тренування з Миколаєва до Херсона. У 1994 році Жданову запросили до складу київської «Аліни», однак надовго вона там не затрималася і вже на друге коло була заявлена за херсонську «Южанку-Майстер». Втім, наступного року Наталія повернулася до Києва, де провела у складі «Аліни» три потужні сезони, ставши дворазовою володаркою Кубка України та завоювавши своє перше «золото» чемпіонату. З того ж часу її почали залучати і до ігор національної збірної України.
У 1998 році Жданова вирушила до Росії, де захищала кольори футбольного клубу «Калужанка». Після повернення на Батьківщину грала у складі «Донеччанки», гравчиням якої вдався «золотий дубль» у сезоні 1999, та «Київську Русь». У 2001 році Наталія перейшла до лав чернігівської «Легенди-Чексил», що згодом стала найголовнішою командою в її кар'єрі, однак з першого заходу Жданова відіграла в Чернігові лише три сезони, здобувши за цей час дві золоті нагороди та два Кубки України. У 2004 році українська футболістка в пошуках кращої долі знову опинилася в Росії, однак і у воронезькій «Енергії» не затрималася надовго, повернувшись до України, де її новим клубом став харківський «Арсенал». Втім, виступаючи у Воронежі, Жданова здобула неоціненний єврокубковий досвід, дійшовши разом з «Енергією» до чвертьфіналу Кубка УЄФА.
У 2006 році Наталія Жданова вдруге перейшла до лав чернігівської «Легенди», швидко ставши одним з ключових гравців колективу та здобувши разом з командою медалі чемпіонату усіх можливих ґатунків. У складі чернігівського клубу Жданова провела 164 офіційні матчі на внутрішній арені, брала участь у міжнародних змаганнях. У 2012 році досвідчена футболістка оголосила про завершення кар'єри та перехід до тренерської роботи.
З 2013 року Наталія Жданова очолювала ДЮСШ «Вознесенськ», що брала участь у змаганнях першої ліги. Незважаючи на статус тренера, відіграла у складі команди три поєдинки в чемпіонаті. У січні 2014 року Жданову було призначено помічницею головного тренера «Легенди» Сергія Сапронова.

## Досягнення
- Чемпіонка України (6): 1997, 1999, 2001, 2002, 2009, 2010
- Срібна призерка чемпіонату України (7): 1995, 1996, 2003, 2005, 2006, 2008, 2011
- Бронзова призерка чемпіонату України (3): 1994, 2000, 2007
- Володарка Кубка України (6): 1995, 1997, 1999, 2001, 2002, 2009
- Фіналістка Кубка України (9): 1994, 1996, 2003, 2005, 2006, 2007, 2008, 2010, 2011
- Бронзова призерка чемпіонату Росії (1): 2004